# Renato Longo
Renato Longo (* 9. August 1937 in Vittorio Veneto; † 8. Juni 2023) war ein italienischer Radsportler, der auf Querfeldeinrennen (heutige Bezeichnung Cyclocross) spezialisiert war und die Wettbewerbe in dieser Disziplin in den 1960er Jahren dominierte.

## Leben und Karriere
1958 wurde Renato Longo italienischer Meister der Amateur-Steher sowie Vize-Meister im Querfeldeinrennen. In den folgenden Jahren konzentrierte er sich erfolgreich auf den Querfeldein-Sport. Zwischen 1959 und 1972 wurde Longo fünfmal Weltmeister und zweimal Vize-Weltmeister sowie zwölfmal italienischer Meister in dieser Disziplin. Insgesamt zwölfmal startete er in den Rennen der UCI-Weltmeisterschaften.
Zudem gewann er achtmal das Cyclocrossrennen in Solbiate Olona sowie viermal das Critérium Martini in Vincennes. Insgesamt errang er rund 230 Siege. Seine großen Rivalen in diesen Jahren waren der Kölner Rolf Wolfshohl und der Belgier Eric De Vlaeminck. 1972 trat Longo vom aktiven Radsport zurück.
Im Juni 2023 starb Renato Longo im Alter von 85 Jahren.